# Wayne Walker
Wayne Paul Walker (* 13. Dezember 1925 in Quapaw, Oklahoma; † 2. Januar 1979 in Nashville, Tennessee) war ein amerikanischer Country- und Rockabilly-Sänger und Songwriter.

## Leben

### Anfänge
Wayne Walker war ab 1949 als Musiker und Songschreiber aktiv. In diesen Jahren arbeitete er häufig mit Tillman Franks zusammen und 1954 wurde Walker Mitglied des Louisiana Hayrides aus Shreveport, Louisiana. Im selben Jahr erhielt er bei Chess Records seinen ersten Plattenvertrag; kurz danach wurde seine erste Single veröffentlicht.
Obwohl Walker es hasste, vor Publikum aufzutreten, ließ er sich von Tillman Franks überzeugen, sich mit dem Sänger und Gitarristen Jimmy Lee Fautheree zusammenzutun. Fautheree hatte sich gerade von seinem musikalischen Partner "Country" Johnny Mathis getrennt, mit dem er als Jimmy and Johnny einen Nummer-4-Hit hatte. Im Januar nahmen Walker und Fautheree die beiden Titel Lips That Kiss So Sweetly und Love Me auf. Letzterer wird als erster Rock-’n’-Roll-Titel gewertet, der bei Chess aufgenommen wurde. Ihre Zusammenarbeit hielt jedoch nicht lange; bereits im Mai trennten sich Walker und Fautheree wieder.

### Umzug nach Nashville
Walkers Schüchternheit hinderte ihn weiterhin, regelmäßig aufzutreten. Nur im Beisein seines Freundes Tillman Franks trat er auf – dieser hatte jedoch als Manager von Johnny Horton genug zu tun und so kam es, dass Walker nur wenige Auftritte absolvierte. 1956 zog er nach Nashville, Tennessee, wo er bei Cedarwood Music als Songschreiber unterkam und sich ganz darauf konzentrieren konnte. Seine Karriere als Musiker wollte Walker jedoch nicht aufgeben, daher nahm er bei ABC-Paramount den Rockabilly-Titel All I Can Do Is Cry auf. Johnny Bond coverte später diesen Song, jedoch reichte seine Aufnahme musikalisch nicht an die Version Walkers heran. Walkers Vertrag mit ABC-Paramount hielt nicht lange, ein Jahr später wechselte er zu Columbia Records. Sein Rockabilly wie Bo Bo Ska Diddle Daddle oder A Teenage Love Affair verkaufte sich jedoch nicht äußerst gut. Für Link Davis bzw. Joe Clay schrieb Walker den Klassiker Sixteen Chicks und komponierte ebenfalls Sweet Love On My Mind, das 1956 von dem Johnny Burnette Trio und Jimmy & Johnny aufgenommen wurde. Weitere Rockabilly-Songs ganz oder teilweise geschrieben von Walker waren Lost Weekend (aufgenommen von Billy Brown), What'cha Doin' to Me (mit Mel Tillis und Webb Pierce für Jimmy und Johnny) oder Real Cool Cat (aufgenommen von Sonny Burns).
Als Songschreiber hatte Walker seinen ersten Erfolg 1957, als Ray Price seinen Titel I’ve Got A New Heartache aufnahm und daraus einen Hit machte. In der Folgezeit standen Stars der Country-Musiker immer wieder mit Walkers Titeln in den Charts. Weitere Hits aus Walkers Feder waren beispielsweise Why Why, Memory No.1 und Burning Memories, dass er zusammen mit Mel Tillis schrieb. Bis in die 1960er-Jahre hinein hatte Walker mit seinem Talent als Komponist Erfolg. 1967 wurde sein Titel All The Time zum „Song of the Year“ gewählt.
Seine eigenen Platten verkauften sich weiterhin nicht gut und Walker erzielte nie einen Hit, obwohl er bei großen Plattenlabels unter Vertrag war. Seine letzte Single erschien 1970 bei Starday Records.
Wayne Walker verstarb am 2. Januar 1979 im Alter von 54 Jahren. Er wurde 1975 in die Nashville Songwriters Hall of Fame aufgenommen.

## Diskografie
| Jahr                    | Titel                                                      | Plattenfirma          |
| ----------------------- | ---------------------------------------------------------- | --------------------- |
| 1955                    | Now Is The Time For Love / You Got The Best Of Me          | Chess Records         |
| 1955                    | Lips That Kiss So Sweetly / Love Me (mit Jimmy Lee)        | Chess Records         |
| 1956                    | All I Can Do Is Cry / It’s My Way                          | ABC-Paramount Records |
| 1957                    | A Teenage Love Affair / Whatever You Desire                | Columbia Records      |
| 1957                    | Just Walkin’ Around / Sands Of Gold                        | Columbia Records      |
| 1957                    | Bo Bo Ska Diddle Daddle / Come Away From His Arms          | Columbia Records      |
| 1958                    | I’m Finally Free / It’s Written In The Stars               | Columbia Records      |
| 1958                    | After The Boy Gets The Girl / Just Before Dawn             | Coral Records         |
| 1959                    | You’ve Got Me / If What Kind Of "God" Do You Think You Are | Brunswick Records     |
| 1959                    | You’ve Got Me / Little Ole You                             | Brunswick Records     |
| 1960                    | Love Love Love / Soft Chains Of Love                       | Everest Records       |
| 1963                    | Battle Of The Bulge / Reaching For The Impossible          | Coral Records         |
| 196?                    | Wine And The River / Nobody Knows But Me                   | Rik Records           |
| 196?                    | When Passion Calls / The Message                           | Rik Records           |
| 196?                    | Ever So Often / I Was Sorta Wondering                      | Rik Records           |
| 1970                    | When Passion Calls / Nobody Knows But Me                   | Starday Records       |
| Unveröffentlichte Titel |                                                            |                       |
|                         | - Sixteen Chicks                                           | nicht veröffentlicht  |
|                         | - Who’s Kiddin’ Who?                                       | [unbekannt]           |